# Hlib Piskunow
Hlib Eduardowycz Piskunow (ukr. Гліб Едуардович Піскунов; ur. 25 listopada 1998 w Nowej Kachowce) – ukraiński lekkoatleta specjalizujący się w rzucie młotem.
W 2013 startował na olimpijskim festiwalu młodzieży Europy, zdobywając srebrny medal. Mistrz igrzysk olimpijskich młodzieży z Nankin (2014). W 2015 sięgnął po złoto mistrzostw świata juniorów młodszych w Cali.
Medalista mistrzostw Ukrainy w różnych kategoriach wiekowych.
Rekord życiowy: 77,72 (6 lutego 2021, Kiszyniów). Piskunow jest aktualnym rekordzistą Ukrainy w rzucie młotem o wadze 5 kilogramów (84,91 w 2015) i 6 kilogramów (81,75 w 2017).

## Osiągnięcia
| Rok  | Impreza                                               | Miejsce   | Pozycja              | Wynik |
| ---- | ----------------------------------------------------- | --------- | -------------------- | ----- |
| 2013 | Olimpijski festiwal młodzieży Europy                  | Utrecht   | 2. miejsce           | 69,44 |
| 2014 | Kwalifikacje Europy do igrzysk olimpijskich młodzieży | Baku      | 2. miejsce           | 78,69 |
| 2014 | Igrzyska olimpijskie młodzieży                        | Nankin    | 1. miejsce           | 82,65 |
| 2015 | Mistrzostwa świata juniorów młodszych                 | Cali      | 1. miejsce           | 84,91 |
| 2016 | Mistrzostwa świata juniorów                           | Bydgoszcz | 2. miejsce           | 79,58 |
| 2017 | Mistrzostwa Europy juniorów                           | Grosseto  | 1. miejsce           | 81,75 |
| 2018 | Puchar Europy w rzutach                               | Leiria    | 3. miejsce (grupa B) | 72,49 |
| 2018 | Mistrzostwa Europy                                    | Berlin    | 7. miejsce           | 74,62 |